# Ликвидация кладбищ в СССР

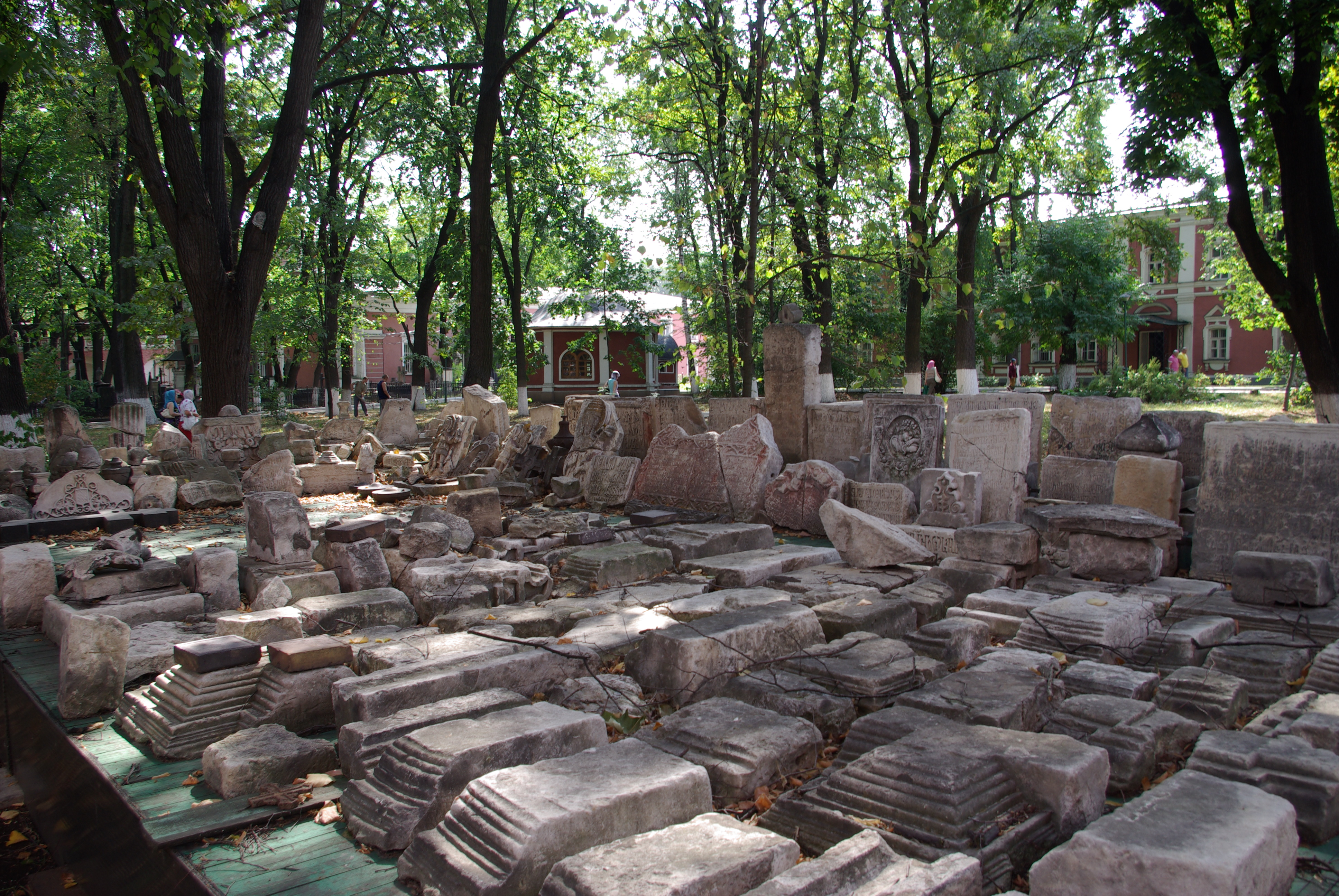
Старинные надгробия, свезённые со всей Москвы в Донской монастырь

Ликвидация кладбищ — практика уничтожения некрополей различных конфессий, получившая широкое распространение в СССР в 1920—1930-х годах.

## Причины
Ликвидация церковных кладбищ обосновывалась закрытием, перепрофилированием и сносом мест отправления культа. Общегосударственная атеистическая идеология предполагала разрушение христианских святынь, в число которых попадали и погосты. Ведь пока при храмах существовали кладбища, советские люди посещали и стоявшие рядом с ними храмы. Декретом СНК РСФСР от 7 декабря 1918 года «О кладбищах и похоронах» православная церковь и иные конфессии были отстранены от похоронного дела.
С другой стороны, исторически сложившаяся градостроительная структура, включая многочисленные кладбища при храмах, сдерживала развитие быстро растущих в условиях индустриализации городов. В мегаполисах — Москве, Ленинграде, Нижнем Новгороде — хозяйственники настаивали на сносе не только церковных, но и общегородских кладбищ, чтобы оперативно освоить высвободившиеся территории. Чаще всего на них появлялись парки, жилые дома и даже производственные объекты.
Наконец, как и во времена Екатерины II, когда Сенат в 1771 году, в связи с опустошительной эпидемией чумы в Москве, запретил своим указом хоронить покойников в городской черте, власти ссылались на соображения санитарного благоустройства. Принятые в 1920-е годы «Санитарные нормы и правила устройства и содержания кладбищ» запрещали размещать кладбища рядом с общественными зданиями. Поскольку в крупных городах бывшие монастыри использовались для размещения различных учреждений, расположенные в них некрополи подлежали сносу.

## Волна перезахоронений
Масштабное движение по ликвидации кладбищ было развёрнуто в конце 1920-х годов. Ещё в 1925 году в музей общества «Старый Петербург» начали поступать со Смоленского кладбища Петербурга бронзовые и мраморные скульптурные детали, а также иконостасы закрытых церквей. Часть экспонатов позднее попала в Русский музей, а часть бесследно исчезла.
Массовые работы по «приведению в порядок кладбищ» в Москве начались в 1927—1928 годах. Людям, неравнодушным к отечественной истории, в лучшем случае удавалось выторговать у властей право сохранить отдельные надгробия ввиду их художественной ценности либо разрешение перевезти на музеефицированный некрополь останки выдающихся людей. (Случаи, когда переносили и надгробие, и прах похороненного, встречались редко. Обычно переносилось либо одно, либо другое).
В частности, в Ленинграде наиболее ценные надгробия переносили в Александро-Невскую лавру — либо на Лазаревское кладбище, которое было объявлено в 1932 году «музеем городской скульптуры» и «некрополем XVIII века», либо на Тихвинское кладбище, которое объявили «некрополем мастеров искусств», либо на Литераторские мостки Волковского кладбища. Туда же перевозили и прах выдающихся людей с Новодевичьего и других кладбищ, предполагавшихся к сносу. Чтобы высвободить место под новые захоронения, старые могилы уничтожали как не представляющие якобы никакой ценности.
Так, в 1931 году со Смоленского православного кладбища были перемещены мраморные надгробия начала XIX столетия Е. Б. Кульман работы итальянского мастера А. Трискорни, П. В. Киндякова работы П. Катоцци и другие. В то же время с некоторых монументов снимали скульптурные детали. В общей сложности со Смоленского кладбища с 24 марта по 30 декабря 1931 года переместили 27 скульптур или их деталей с захоронений архитекторов и скульпторов А. Д. Захарова, И. П. Мартоса, Б. И. Орловского, Н. С. Пименова, С. С. Пименова, В. И. Демут-Малиновского, П. П. Соколова, Ф. Ф. Щедрина, артистов В. Н. Асенковой, Н. О. Дюра, В. А. Каратыгина, Е. И. Колосовой, художников В. Л. Боровиковского, А. Е. Егорова, А. Г. Варнека, П. А. Федотова, М. Н. Воробьёва, Н. И. Уткина, К. Д. Флавицкого, И. Н. Крамского, И. И. Шишкина, композиторов Д. С. Бортнянского, К. Н. Лядова, драматурга Я. Б. Княжнина, баснописца А. Е. Измайлова, поэта А. С. Хвостова и других. Переносы со Смоленского кладбища по непонятной причине не коснулись деятелей науки. Так или иначе, после переноса памятников возник вопрос, что делать с могилами: безымянное место захоронения неизбежно должно было затеряться. Тогда было решено вместе с переносом памятников перезахоранивать останки наиболее выдающихся, с точки зрения советских историков, деятелей. Таким образом, прах поэтессы Елизаветы Кульман отправился вслед за памятником, который был перевезён в Некрополь мастеров искусств первым.

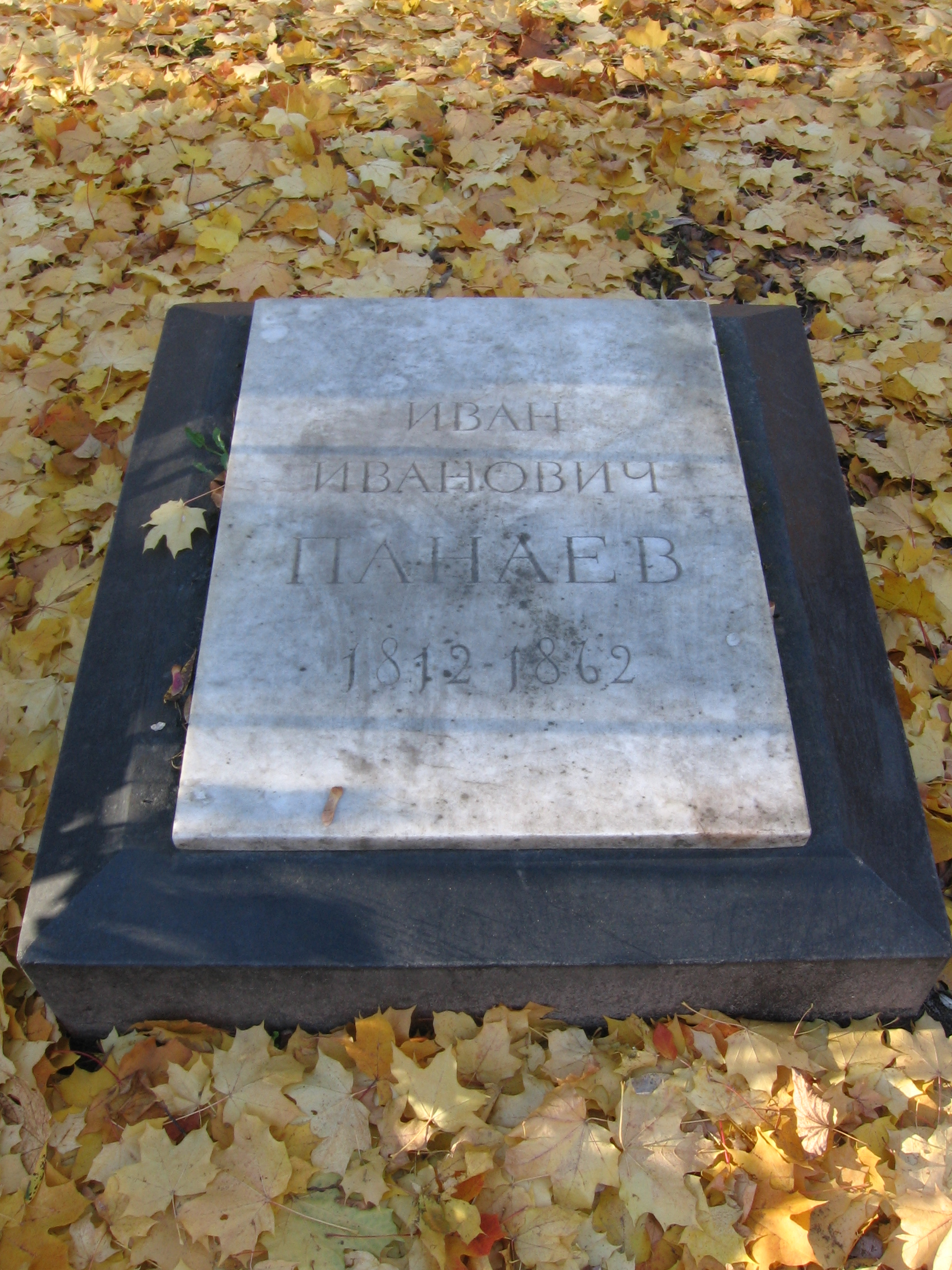
Стандартное надгробие советского образца для множества перезахоронений в Москве и Санкт-Петербурге.

Но чаще всего памятники на могилах перезахороненных устанавливались новые, без крестов и иной христианской символики, в бесхитростной стилистике социалистического реализма; их легко отличить от оригинальных надгробий по современной орфографии. Так, при перезахоронении останков А. Е. Мартынова в Некрополе мастеров искусств выяснилась невозможность переноса со Смоленского кладбища гранитного постамента работы архитектора А. В. Петцольда, украшенного аллегориями театрального искусства, поэтому прах актёра был разлучён с надмогильным памятником.
В Москве национальным пантеоном было объявлено Новодевичье кладбище, куда перевозили прах выдающихся людей (Н. В. Гоголь, Н. М. Языков, С. Т. Аксаков и другие) с монастырских некрополей, предназначенных к уничтожению или «реконструкции». Из числа последних остался относительно нетронутым только некрополь Донского монастыря; именно туда перенесли могилу художника В. Г. Перова. С соседнего же нового Донского кладбища, которое ликвидировать не собирались, останки другого художника, В. А. Серова, перевезли на Новодевичье кладбище. В том же направлении была отправлена урна с прахом В. В. Маяковского.

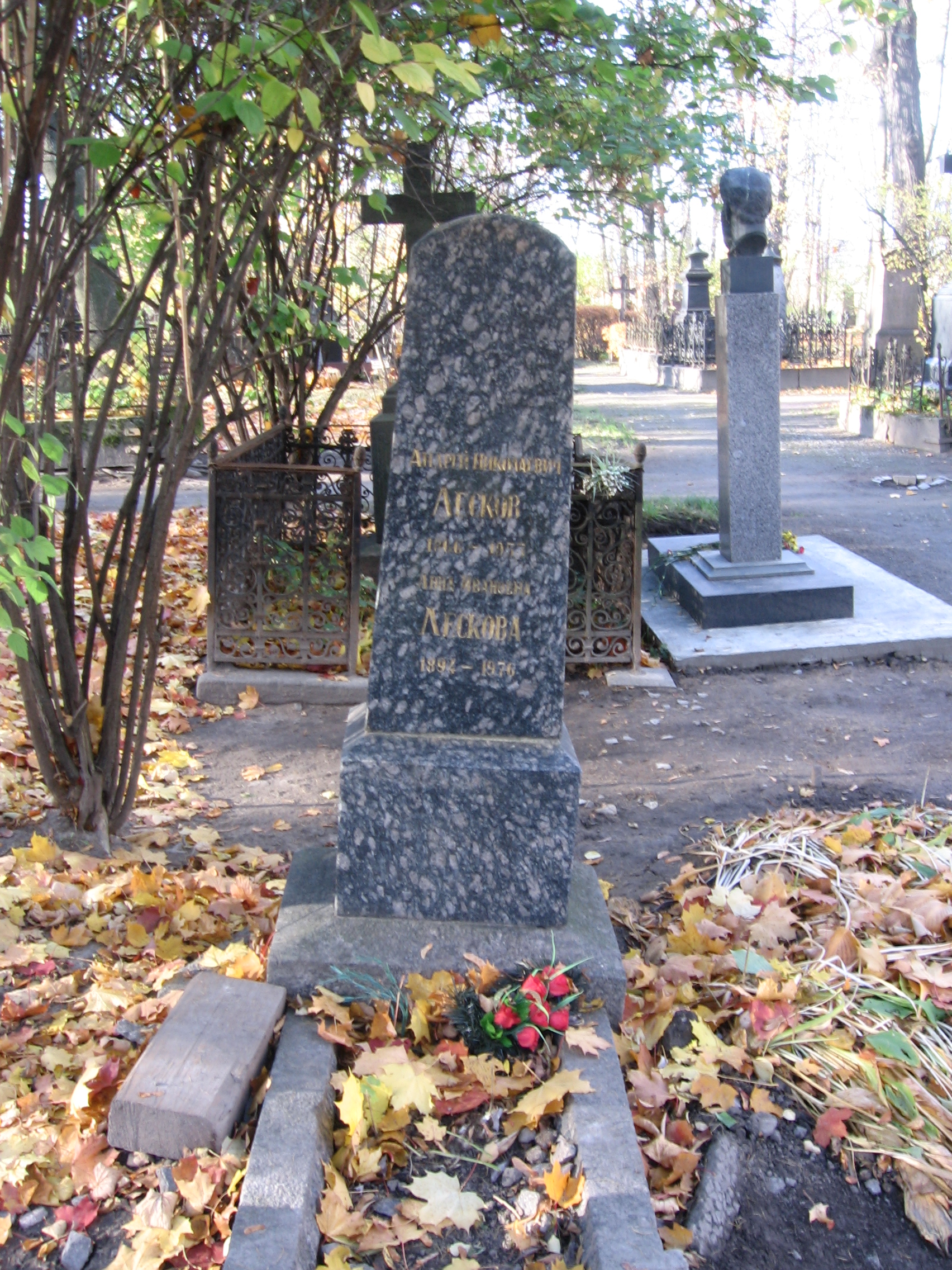
Памятники на Литераторских мостках обращены в разные стороны.

Логика перезахоронений далеко не всегда была очевидной. Например, в Александро-Невской лавре ряд захоронений «перекочевали» с Никольского кладбища на соседнее Тихвинское. Могилу Л. И. Поливанова перенесли из монастыря за стену — на Новодевичье кладбище. Внутри Донского монастыря наиболее ценные памятники из Малого собора были перенесены в Михайловскую церковь. Увозили, как правило, мраморные или бронзовые фигуры, тогда как сами надгробия с эпитафиями оставляли in situ, из-за чего мемориальные группы оказались расчленёнными. Многие художественные детали при транспортировке были утрачены.

Печальная правда подобной концентрации памятников в одном, хотя и мемориальном месте заключается в их отрыве от могил, не говоря уже о том, что все они проектировались для других интерьеров, определявших композицию и, конечно же, особую настроенность того или иного надгробия.
Однако даже перенесение в музей не спасало памятники мемориальной скульптуры от уничтожения. Известны случаи, когда бронзовые скульптуры работы выдающихся мастеров, оказавшиеся в мемориальном некрополе, были сданы музейной администрацией в металлолом.
Зачастую перезахоронение или установка памятника происходили вопреки традициям православного погребения, когда тело покойного укладывалось в могилу изголовием на запад и ногами на восток, а в ногах устанавливался крест или памятник распятием к лицу усопшего.

## Ликвидация захоронений
Уничтожение большинства кладбищ, как, например, Ново-Алексеевского, не предполагало вообще никаких консервационных мероприятий. Утрачены могилы выдающихся деятелей со Скорбященского кладбища, включая Н. Ф. Фёдорова и историка Д. И. Иловайского. После реконструкции некрополя Новодевичьего монастыря на месте осталось примерно одно надгробие из двадцати. При принятии решения о сохранении могилы приоритет отдавался «прогрессивным» деятелям науки и культуры, а также декабристам и членам их семей.

Старинные надгробные памятники отправляли на продажу как строительный материал (по 20–30 руб. за штуку). Из них «делали поребрики для тротуаров, но чаще использовали повторно на действующих кладбищах для памятников „среднего класса“ советского общества». 

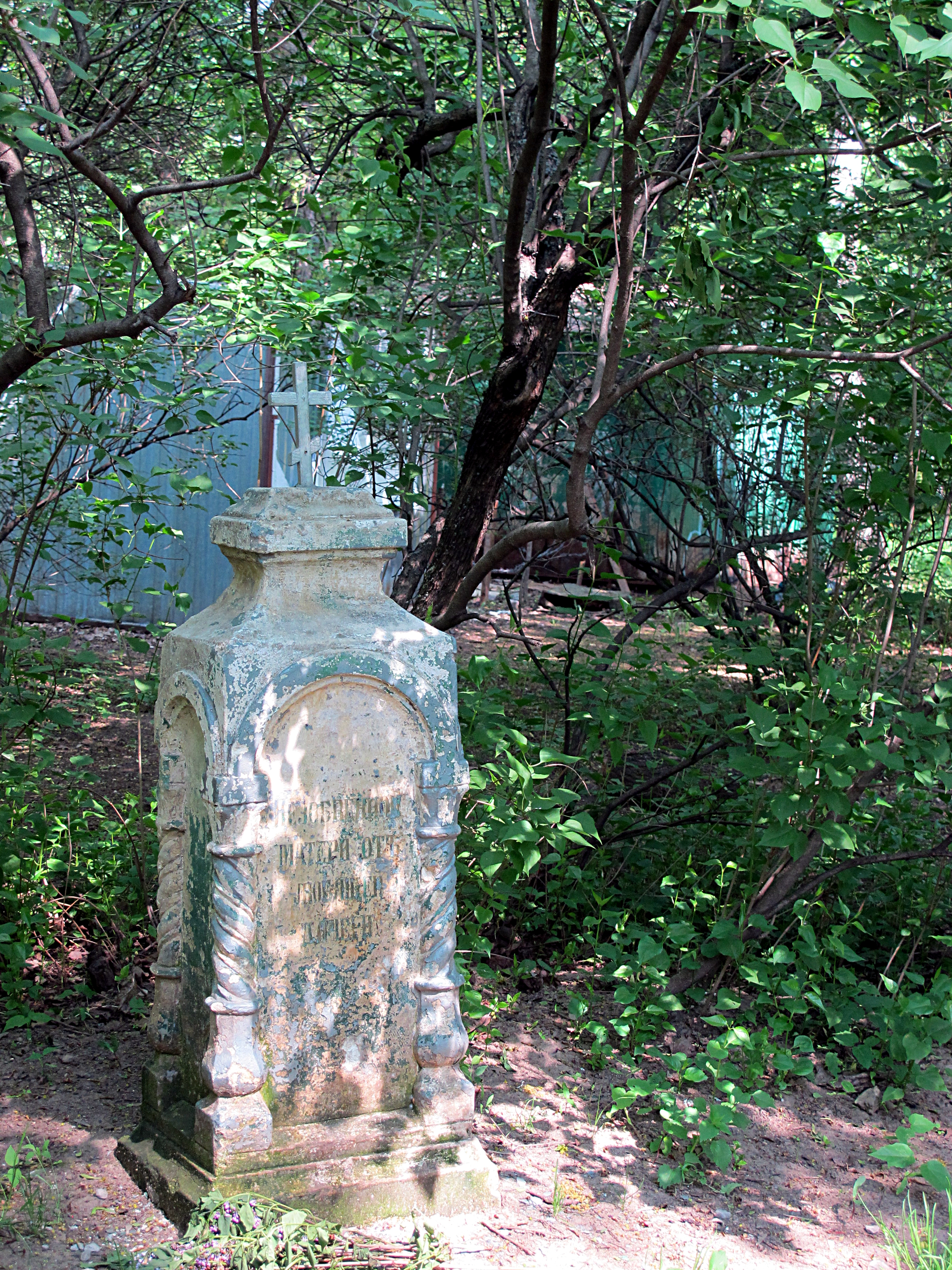
Единственное уцелевшее надгробие Арбатецкого кладбища в Москве (восстановлено в 2012 году)

К началу войны в Москве были полностью ликвидированы все кладбища на территории Кремля (чудом удалось спасти останки цариц и царевен из взорванного Вознесенского собора). Разгрому подверглись все монастырские некрополи, кроме Донского, — «уникальные комплексы исторических, мемориальных и художественных памятников». Среди множества уничтоженных кладбищ выделялось своими размерами Дорогомиловское. Заметно сократилось в площади Рогожское старообрядческое кладбище. На месте старинного Лазаревского кладбища проложили улицу Сущёвский Вал.
Среди погибших кладбищ Ленинграда первые места по исторической значимости занимают кладбище Фарфорового завода, Выборгское римско-католическое кладбище, аристократический некрополь Приморской Сергиевой пустыни и огромное Митрофаниевское кладбище, когда-то самое большое в городе.
В ходе реконструкции Волковского кладбища и создания музея «Литераторские мостки» бесследно утрачены или затеряны оказались могилы многих выдающихся петербуржцев, деятелей отечественной истории, науки и культуры: В. Ф. Адлерберга, Е. В. Аладьина, А. П. Башуцкого, П. Я. Башуцкого, П. Г. Буткова, А. Л. Витберга, С. Н. Глинки, И. И. Григоровича, П. Ф. Данилова, А. И. Ермолаева, И. В. Забелина, П. В. Злова, П. М. Копьева, К. Н. Лебедева, Д. П. Рунича, С. В. Руссова, А. И. Рыхлевского, Ф. Ф. Сидонского, А. Ф. Смирдина, А. Н. Страннолюбского, А. И. Теребенева, И. И. Теребенева, Д. И. Языкова.
В 1930-х годах было уничтожено Старое христианское кладбище в Одессе, на котором со времени основания города было произведено около 200 тысяч захоронений.
Уничтожались не только захоронения, закрывались и сносились также кладбищенские церкви.

## Судьба территорий
Основные работы по ликвидации кладбищ были завершены в 1950-е годы. Многие территории, срочно высвобожденные под «массовую жилую и промышленную застройку района», остаются незастроенными, вследствие чего представляют большой интерес для современных застройщиков.
- На месте Дорогомиловского кладбища был выстроен квартал домов для советской номенклатуры, а в XXI веке был выстроен небоскрёб «Башня 2000».
- Территория бывшего Фарфоровского кладбища частично застроена многоквартирными домами, в основном в 1950-х годах. В 1970 году открыт вестибюль станции метро «Ломоносовская». На территории бывшего кладбища располагаются также Виноградовский сквер и Ломоносовский сад, в последнем верующие хотят восстановить снесённый Свято-Духовский храм.
- На части территории уничтоженного (осталось два надгробия) Выборгского римско-католического кладбища в Санкт-Петербурге — самого большого католического кладбища не только в городе, но и в России (на нём было захоронено около 40 тыс. человек) — приход храма Посещения Пресвятой Девой Марией Елизаветы планирует разбить сквер. По территории кладбища в 1931—1933 годах было проложено продолжение Минеральной улицы. К концу 1970-х годов бо́льшую часть территории кладбища заняли промышленно-хозяйственные здания и сооружения[16].
- Планам застройки территории Митрофаньевского кладбища противостоит общественная организация — Митрофаниевский союз, которая обращает внимание на неэтичность возведения жилой и коммерческой недвижимости «на костях предков»[17].
- В Нижнем Новгороде из Петропавловского кладбища сделали Парк Кулибина, сохранив при этом надгробие самого Кулибина, а из бывшего Печёрского кладбища сделали сквер. В Барнауле бывшее Нагорное кладбище было преобразовано в ВДНХ, а Архиерейское кладбище Перми — в зоосад.

## Ликвидация немецких воинских кладбищ
Во время германской оккупации части территории СССР был создан ряд немецких воинских кладбищ. Сразу после освобождения территории СССР советскими войсками немецкие воинские захоронения целенаправленно уничтожались. Так 3 октября 1942 года заведующий Орловским областным отделом коммунального хозяйства Шатов и инженер по водопроводу Гурьянов докладывали в Главное управление благоустройства городов Народного комиссариата коммунального хозяйства РСФСР о перезахоронении немецких трупов в Ельце в скотомогильниках:

Перезахоронение немецко-фашистских трупов по г. Ельцу произведено в апреле месяце в количестве 148 трупов, собранных из могил и разных мест города и трупов животных в количестве до 500 штук. Для захоронения трупов немецко-фашистских солдат и офицеров выбрано место, отвечающее требованиям Госсанинспекции — скотомогильники, находящиеся на расстоянии 1 км от города, с низким уровнем грунтовых вод, на возвышении, не затапливаемой паводками и весенними водами.
Уничтожение сопровождалось демонстративно-презрительным отношением. Так, в Вязьме «один из госпиталей НКО устроил в могильник спуск сточных вод».
Опознавательные знаки с немецких кладбищ на освобожденной территории снимались, а земля использовалась для сельскохозяйственных работ. Народный комиссар здравоохранения СССР Георгий Митерев сообщал:

При захоронении надмогильные холмы сравнены, участки запаханы и засеяны (например, в Гжатске разбит огород).
Из Ржева 18 мая 1943 года докладывали, что «сбиты все немецкие кресты и ограды на четырёх немецких кладбищах». Великолукский районный отдел здравоохранения и государственный санитарный инспектор сообщали в Народный комиссариат здравоохранения СССР 22 мая 1943 года, что на месте массовых захоронений «вражеских трупов» 1941 года «кресты и могилы все уничтожены, место сравнено и часть распахана».